# Giuseppe Alessi

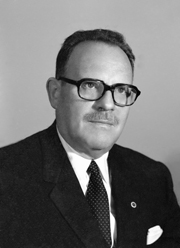
Giuseppe Alessi

Giuseppe Alessi (* 29. Oktober 1905 in San Cataldo, Sizilien; † 13. Juli 2009) war ein italienischer Politiker (DC).

## Leben
Giuseppe Alessi studierte Rechtswissenschaften und engagierte sich für die Katholische Aktion (Azione cattolica) und war 1943 Mitbegründer der italienischen christdemokratischen Democrazia Cristiana. 1944 wurde er Präsident der Comitato di Liberazione Nazionale (CLN) („Komitee der nationalen Befreiung“), einem politischen Gremium der Widerstandsbewegung, in der Provinz Caltanissetta. Im April 1947 wurde er erster Präsident der Democrazia Cristiana für die Region Sizilien; im Mai 1947 stand er an der Spitze der ersten Regionalregierung von Sizilien (1947–1949; 1955–1956). 1957 wurde er einstimmig zum Präsidenten der Regionalversammlung von Sizilien gewählt.
1963 wurde er Senator im italienischen Senat in Rom; er war Mitglied des parlamentarischen Ausschusses für Justiz und des Ausschusses zur Bekämpfung der Mafia. 1968 wurde er Abgeordneter der Camera dei deputati und stellvertretender Vorsitzender des Ausschusses für Recht. Alessi führte den parlamentarischen Untersuchungsausschuss zu den Ereignissen im Juni und Juli 1964 um den Nachrichtendienst Servizio Informazioni Forze Armate (SIFAR). Von 1972 bis 1992 war er Präsident des Istituto dell’Enciclopedia Italiana. 1992 ging er in den Ruhestand; er engagierte sich gleichwohl für eine Erneuerung der Democrazia Cristiana.